# Héctor Artola
Héctor María Artola (* 30. April 1903 in San José de Mayo, Uruguay; † 18. Juli 1982 in Buenos Aires) war ein uruguayischer Tangokomponist und Arrangeur, Pianist, Bandoneonist und Bandleader.

## Leben und Wirken
Artola, der bereits als Kind Klavier und Orgel u. a. in der Kirche bei Hochzeiten und Beerdigungen gespielt hatte, gründete ala Jugendlicher ein kleines Orchester mit Manuel García Servetto und anderen Freunden. 1921 ging er nach Montevideo, um Jura zu studieren. Dort lernte er Alberto Arolas kennen, in dessen Orchester er dann gelegentlich den Pianisten vertrat. Mit Juan Baüer und Roberto Zerrillo gründete er ein zeitweise durch den Perkussionisten Pacífico Lambertucci erweitertes Trio, das über ein Jahr lang auftrat.
1925 debütierte er mit Carlos Warrens Orchester; mit Edgardo Donato gründete er ein Duo, das die Sängerin Iris Marga bei Auftritten am Theater begleitete. 1927 engagierte ihn Eduardo Bianco auf Empfehlung des Komponisten Juan Carlos Cobián für sein Orchester in Paris. Mit dem Orchester Bianco-Bachicha, dem Fioravanti Di Cicco, Agesilao Ferrazzano, Mario Melfi, Miguel Tanga, Horacio Pettorossi, José Schumacher und einige französische Musiker angehörten, trat er 1928 in Barcelona auf. Nach der Trennung von dem Orchester schloss er sich in Valencia Lucio Demares Orchester mit den Sängern Augustín Irusta und Roberto Fugazot an. Er und Pedro Polito waren die Bandoneonisten.
1930 kehrte er nach Paris zurück. Dort trat er (u. a. neben Alfredo und Ricardo Malerba) mit einem von Bachicha geleiteten Orchester im Cabaret Montparnasse auf. Bei einer Tournee durch Deutschland schloss er sich 1931 den Los Ases Argentinos del Tango an. Nachdem er 1932–33 erneut in Paris aufgetreten war, kehrte er nach Montevideo zurück. Gemeinsam mit dem Pianisten Alfredo Malerba und dem Geiger Antonio Rodio trat er bis 1937 als Begleiter der Sängerin Libertad Lamarque auf. Mit Rodio, dem Pianisten Miguel Nijensohn, dem Bandoneonisten Miguel Bonano und Francisco Fiorentino gründete er darauf die Los Poetas del Tango, wechselte aber bald als Nachfolger von Federico Scorticati zu Francisco Canaros Orchester, mit dem er bis 1940 in Paris auftrat.
Nunmehr schloss er sich in Buenos Aires dem Orchester Rafael Canaros an, das mit Gästen wie Héctor Stamponi, Emilio Barbato, Antonio Ríos, Julio Ahumada, Ernesto Rossi und Enrique Francini im Cabaret Ocean auftrat. Er trat dann beim Radiosender El Mundo auf und gehörte außerdem 1941–42 als Nachfolger Luis Petrucellis dem Orchester von Osvaldo Fresedo an. 1949 beendete er seine Arbeit als Bandoneonist im Orchester von Radio El Mundo und gründete ein eigenes Orchester bei Radio Belgrano. In dieser Zeit schrieb er Arrangements für zahlreiche Sänger, vor allem für Oscar Alonso.
Anfang der 1930er Jahre spielte Artola in Europa Aufnahmen mit dem Sänger Luis Scalón ein. Bei Aufnahmen in Buenos Aires 1956 dirigierte er das Orchester, das den Sänger Carlos Yanel begleitete. 1967 beendete er seine aktive musikalische Laufbahn. 1968 wurde in der Parochialkirche San Juan Bosco als erste kirchenmusikalische Komposition im Tangostil Como el incienso nach Texten von Roque de Paola uraufgeführt. Ende der 1970er Jahre kehrte Artola in seine Heimatstadt zurück. Schwer erkrankt wurde er nach Buenos Aires gebracht, wo er 1982 starb.

## Kompositionen
- Desconsuelo
- Marcas
- Tango y copas (mit Carlos Bahr)
- Equipaje (mit Carlos Bahr)
- Falsedad (mit Alfredo Navarrine)
- Serenidad (mit Alfredo Navarrine)
- En un rincón (mit Homero Manzi)